# Institute of International Finance
Das Institute of International Finance, Inc. (IIF) ist die einzige globale Vereinigung von Finanzinstituten. Es wurde 1983 von 38 Banken der führenden Industrienationen gegründet und dient als Lobbyorganisation der Finanzindustrie. So arbeiten 200 der 260 Experten der europäischen Kommission für Großbanken des IIF. Vorsitzender ist Axel A. Weber. Stellvertretende Vorsitzende sind Brian Porter (auch Schatzmeister), Walter Kielholz, Piyush Gupta und Candido Bracher. Der Präsident und Chief Executive Officer ist Timothy D. Adams seit dem 1. Februar 2013.
Das Institut unterhält neben dem Hauptsitz in Washington, D.C. Außenstellen in Peking, Singapur, Dubai und Brüssel.
Charles Dallara ist die „rechtlich verantwortliche Person der Organisation“. Seit 2010 hat das IIF über 450 Mitglieder unter den führenden Banken und beschäftigt 100 Personen. Strategie des IIF ist es, Entscheidungsträger auf der obersten Ebene (US-Präsident, Bundeskanzler) zu beeinflussen.

## IIF und die Finanzkrise im Euroraum
Ein Dokument des IIF diente nach Angaben des Wall Street Journals Politikern als Orientierung (Roadmap), um zu entscheiden, wie groß die Beteiligung privater Banken bei einem Schuldenerlass für Griechenland sein soll. Das IIF verlange demnach „zusätzliche Ressourcen der europäischen Steuerzahler“ für die Rettung Griechenlands. Drei verschiedene Modelle schlägt das IIF vor:
1. Umtausch von Anleihen: Ausstehende Anleihen würden durch neue Anleihen mit niedrigerer Verzinsung und längerer Laufzeit ersetzt, besichert mit einem von Griechenland oder vom EFSF (European Financial Stability Facility) finanzierten Fonds, also den Steuerzahlern der EU. Privat-Banken haben hierdurch keine direkten Verluste und zudem geringe Verlustrisiken.
2. Umtausch mit Abschlag: Ausstehende Anleihen könnten von Banken zu Preisen weit unter ihrem Wert zurückgenommen und durch neue Anleihen mit längerer Laufzeit ersetzt werden. Die Verzinsung der Anleihen erfolgt nach Marktzins, wiederum besichert dies durch den von Steuerzahlern der EU getragenen EFSF.
3. Rückkauf: Griechenland kauft über eine zu gründende Agentur griechische Anleihen vom Markt zurück. Finanziert werden soll das durch den EFSF oder durch Kredite anderer Staaten.

Der Vorstandsvorsitzende des IIF Josef Ackermann nahm an dem Gipfel teil, an dem die Bedingungen für die Griechenland-Rettung beschlossen wurden. Der Ökonom und Wirtschaftsweise Peter Bofinger erläuterte hierzu: Die Banken und Versicherungen steuern null Prozent zur Griechenland-Rettung bei. Sie sind der Sieger der Gipfel-Verhandlungen. Bofinger bilanzierte: Die Bankenlobby war beim Gipfel bestens vertreten. Sie haben ihre Interessen sehr gut durchgesetzt.

## CBDC-Public-Private-Partnership
Gemeinsam mit der Bank für Internationalen Zahlungsausgleich organisiert das Institute of International Finance 2024 innerhalb des Projektes Agorá zu CBDCs sowie Tokenisierung die Beteiligung des privaten Finanzsektors.

## Bisherige Vorsitzende
- Axel A. Weber (seit 2017)[10][11]
- Douglas Flint (2012–2016)[12]
- Josef Ackermann (2003–2012)[13]
- John Bond (1998–2003)
- Georges Blum (1997–1998)
- Toyoo Gyohten (1994–1997)
- William R. Rhodes (April–Oktober 1994)
- Antoine Jeancourt-Galignani (1991–1994)
- Barry F. Sullivan (1986–1991)
- Richard D. Hill (1984–1986)
- William S. Ogden (1983)